# Lloréns
Lloréns (oficialmente en catalán Llorenç del Penedès) es un municipio español de la comarca catalana del Bajo Panadés, Tarragona. Según datos de 2009 su población era de 2185 habitantes. Geográficamente, está situado casi en el centro de la comarca y es el término de menor extensión de la misma. Etimológicamente procede de la adaptación castellanizada Llorenç (Lorenzo) de la lengua catalana.

## Historia
Perteneció al término de Castellví de la Marca y su castillo no aparece documentado hasta el siglo XIV. En 1371, el rey Pedro el Ceremonioso vendió el castillo a Bernat de Tous. La familia Tous mantuvo el señorío de las tierras hata 1410 en que pasó a manos de los Desbosc. Se cree que durante la Guerra de los Segadores el castillo se mantuvo fiel a Felipe IV de España, cosa que no hicieron el resto de castillos de la zona. Más tarde pasó a manos de la familia Maldà quien mantuvo la posesión hasta el fin de las señorías.

## Geografía humana

### Demografía
Cuenta con una población de 2431 habitantes (INE 2024).
| Gráfica de evolución demográfica de Lloréns entre 1842 y 2021 |
| |
| Población de derecho según los censos de población del INE Población de hecho según los censos de población del INEEn estos censos se denominaba Lloréns: 1842, 1857, 1860, 1877, 1887, 1897, 1900, 1910, 1920, 1930, 1940, 1950, 1960, 1970 y 1981 |

### Economía
La principal actividad económica es la agricultura de secano. Los principales cultivos son la viña, los cereales, almendros y olivos. Los pocos terrenos de regadío suelen ser utilizados para el consumo familiar. En el pueblo se localizan también algunas pequeñas industrias.

## Cultura
El pueblo se fue desarrollando alrededor del antiguo castillo de Lloréns. El edificio actual fue totalmente reconstruido durante el siglo XIX, aunque conserva un aire de inspiración medieval.
La actual iglesia parroquial dedicada a San Lorenzo fue reconstruida en 1963 sobre las bases de un antiguo templo del siglo XIV. Es un edificio de nave única con capillas laterales. El campanario es de planta cuadrada. En su interior se conserva una pila bautismal prerrománica. La fachada es de estilo neorrománico. Destaca también un edificio residencial del siglo XVII conocida como Cal Murgades del Grau.
Celebra su fiesta mayor en el mes de agosto, coincidiendo con la festividad de San Lorenzo.